# Xanthotis
Xanthotis es un género de aves paseriformes de la familia Meliphagidae.

## Especies
Comprende las siguientes especies y subespecies:
- Xanthotis polygrammus (Gray, GR, 1862) - mielero manchado;
  - X. p. polygrammus (Gray, GR, 1862)
  - X. p. kuehni Hartert, 1930
  - X. p. poikilosternos Meyer, AB, 1874
  - X. p. septentrionalis Mayr, 1931
  - X. p. lophotis Mayr, 1931
  - X. p. candidior Mayr & Rand, 1935
- Xanthotis macleayanus (Ramsay, EP, 1875) - mielero de Macleay;
- Xanthotis flaviventer (Lesson, R, 1828) - mielero ventrihabano;
  - X. f. fusciventris Salvadori, 1876
  - X. f. flaviventer (Lesson, R, 1828)
  - X. f. saturatior (Rothschild & Hartert, 1903)
  - X. f. visi (Hartert, 1896)
  - X. f. madaraszi (Rothschild & Hartert, 1903)
  - X. f. philemon Stresemann, 1921
  - X. f. meyerii Salvadori, 1876
  - X. f. spilogaster (Ogilvie-Grant, 1896)
  - X. f. filiger (Gould, 1851)

La especie Xanthotis provocator (Layard, EL, 1875) - mielero de la Kandavu, fue transferida a un género propio Meliphacator.